# James Key
James Key (Chelmsford, Reino Unido; 14 de enero de 1972) es un ingeniero británico que trabaja en la Fórmula 1. Actualmente es el directo técnico de Sauber y es el principal diseñador del C44.

## Trayectoria
Key se unió a Jordan Grand Prix en 1998 tras pasar varios años como ingeniero de varios datos, convirtiéndose entonces en ingeniero de pista de Takuma Satō. Tras un año en el túnel de viento fue transferido al departamento de dinámica del coche, llegando a ser el jefe del departamento durante las últimas temporadas de la escudería irlandesa.
Poco después de que el equipo fuera adquirido por MF1 Racing, fue nombrado director técnico en el 2005 después de un breve período como coordinador técnico. Fue uno de los más jóvenes directores técnicos de un equipo de Fórmula 1, a la edad de 33 años; junto con Sam Michael (nacido en 1971), que se convirtió en el director técnico de Williams en el 2004. Key mantuvo su cargo durante la transición del equipo a través de Spyker F1 a Force India.
En abril de 2010, abandonó Force India para unirse a Sauber, reemplazando a Willy Rampf como director técnico. Allí permaneció durante casi dos años, antes de abandonar la escudería suiza en febrero de 2012 para aceptar una oferta no revelada con uno de los equipos de base en Gran Bretaña. Cabe destacar que el monoplaza que había diseñado para el 2012, el Sauber C31, logró un total de 4 podios durante aquel año.
El 6 de septiembre de 2012, se anunció que Key había aceptado incorporarse a Scuderia Toro Rosso como director técnico, ocupando el puesto de Giorgio Ascanelli. Él se encargó del diseño del Toro Rosso STR8, monoplaza del equipo para 2013.
El 26 de julio de 2018, se confirmó su fichaje como director técnico del equipo McLaren. Sin embargo, no pudo incorporarse a su nuevo puesto de trabajo hasta el 23 de marzo de 2019.Logró que la escudería obtuviera una tercera posición en la temporada 2020 y tuvo como peor resultado una quinta posición en 2022.Pese a la mejora progresiva del MCL60 a lo largo de la temporada de 2023, la escudería realizó una restructuración que supuso la destitución de Key en favor del antiguo ingeniero jefe de Ferrari David Sánchez.
En junio de 2023 se anunció la incorporación de Key en Alfa Romeo F1 Team Stake, remplazando al anterior director técnico Jan Monchaux.Desde su entrada en el equipo en mitad temporada, se ha centrado principalmente en el desarrollo del coche para la temporada 2024.